# John Alt
John Michael Alt (* 30. Mai 1962 in Stuttgart) ist ein ehemaliger US-amerikanischer American-Football-Spieler auf der Position des Offensive Tackles. Er spielte für die Kansas City Chiefs in der National Football League (NFL).

## Frühe Jahre
Alt ging in Columbia Heights, Minnesota, auf die High School. Später besuchte er die University of Iowa.

## NFL
Alt wurde im NFL-Draft 1984 in der ersten Runde an 21. Stelle von den Kansas City Chiefs ausgewählt. Zwischen 1984 und 1996 absolvierte Alt 179 Spiele für die Chiefs. Nach dem 1992 und 1993 wurde er in den Pro Bowl gewählt.

## Nach der Spielerkarriere
Alt begann einen Job als Offensive-Line-Coach an einer High School in Saint Paul, Minnesota. Später wurde er Offensive-Line-Coach an der Totino-Grace High School in Fridley, Minnesota, wo er unter anderem seinen Sohn Joe trainierte.

## Persönliches
John Alts Sohn Joe Alt spielt ebenfalls American Football auf der Position des Offensive Tackles und wurde im NFL Draft 2024 in der ersten Runde an fünfter Stelle von den Los Angeles Chargers ausgewählt. Sein anderer Sohn Mark Alt spielte Eishockey in der NHL und der AHL, unter anderem für die Colorado Avalanche.